# Skovfaldet (Aarhus)
 Der er flere lokaliteter med dette navn, se Skovfaldet.
Skovfaldet er en gade i det nordlige Aarhus beliggende mellem Lauge Kochs Vej og busholdepladsen ved Dronning Margrethes Vej på pladsen Marienlund ved Trøjborg. Sammen med Marienlunds Allé, er gaden en del af Havebyen Skovbakken fra 1920, der også omfatter Rugbakkevej og Dronning Margrethes Vej.
Havebyen er tegnet af arkitekt A. Høgh-Hansen. Skovfaldet er inspireret af de engelske tanker om "havebyen" og udarbejdet for Arbejdernes Andelsboligforening. Oprindeligt blev bebyggelsen opført med 29 dobbelthuse. 

## Om navnet
Udvalget for Byens Udvidelse og Bebyggelse vedtog på byrådsmødet den 4. februar 1926, at gadenavnet Lauge Kochs Vejs østre del skulle omdøbes til Skovfaldet - fra Dronning Margrethes Vej til Hammer Hansens Grunde.